# ソマ (トルコ)
座標: 北緯39度11分18秒 東経27度36分32秒 / 北緯39.18833度 東経27.60889度
ソマ（Soma）は、トルコ西部マニサ県北西部の町である。
2014年5月13日、ソマ炭鉱爆発事故が発生し、301人の死者と多数の負傷者を出した。